# Sisyphus (geslacht)
Sisyphus is een geslacht van kevers uit de familie van de bladsprietkevers (Scarabaeidae).
Het geslacht bestaat uit meer dan zestig soorten met een afrotropisch (48 soorten), oriëntaals (15 soorten), neotropisch (2 soorten) en palearctisch (1 soort) verspreidingsgebied. Een enkele soort, Sisyphus schaefferi, komt in Europa voor.
Het geslacht werd in 1807 beschreven door de Franse entomoloog Pierre André Latreille, die het de naam Sisyphe gaf. Na een ongeautoriseerde spellingswijziging raakte vanaf 1894 de schrijfwijze Sisyphus in zwang. Deze schrijfwijze is inmiddels als geslachtsnaam erkend.
 De geslachtsnaam is ontleend aan een figuur uit de Griekse mythologie, "Sisyphos", de koning van Korinthe die werd veroordeeld tot het in eeuwigheid voortrollen van een groot rotsblok.

## Soorten
Het geslacht Sisyphus bestaat uit de volgende soorten:
- Sisyphus aages Moxey, 1962
- Sisyphus africanus Montreuil, 2017
- Sisyphus alveatus Boucomont, 1935
- Sisyphus araneolus Arrow, 1927
- Sisyphus arboreus Walter, 1982
- Sisyphus auricomus Daniel & Davis, 2018
- Sisyphus australis Daniel & Davis, 2018
- Sisyphus bayanga Montreuil, 2016
- Sisyphus biarmatus Felsche, 1909
- Sisyphus bicuariensis Daniel & Davis, 2018
- Sisyphus bouyeri Montreuil, 2015
- Sisyphus caffer Boheman, 1857
- Sisyphus cambeforti Montreuil, 2015
- Sisyphus costatus (Thunberg, 1818)
- Sisyphus crispatus Gory, 1833
- Sisyphus denticrus Fairmaire, 1886
- Sisyphus desaegeri Haaf, 1959
- Sisyphus ethiopicus Montreuil, 2017
- Sisyphus fasciculatus Boheman, 1857
- Sisyphus Felschei Montreuil, 2015
- Sisyphus gazanus Arrow, 1909
- Sisyphus genierorum Montreuil, 2015
- Sisyphus Goryi Harold, 1859
- Sisyphus granulifer Montreuil, 2014
- Sisyphus ibaya Montreuil, 2017
- Sisyphus impressipennis Lansberge, 1886
- Sisyphus inconspicuus Daniel & Davis, 2018
- Sisyphus indicus Hope, 1831
- Sisyphus janssensi Montreuil, 2015
- Sisyphus jossoi Montreuil, 2015
- Sisyphus juheli Montreuil, 2015
- Sisyphus kibale Montreuil, 2016
- Sisyphus laoticus Arrow, 1927
- Sisyphus latus Boucomont, 1928
- Sisyphus lobi Cambefort, 1984
- Sisyphus longipes (Olivier, 1789)
- Sisyphus maniti Masumoto, 1988
- Sisyphus manni Montreuil, 2015
- Sisyphus mendicus Arrow, 1931
- Sisyphus minettii Montreuil, 2014
- Sisyphus mkomazi Montreuil, 2017
- Sisyphus moltaensis Vazirani, 1966
- Sisyphus morettoi Montreuil, 2015
- Sisyphus muricatus (Olivier, 1789)
- Sisyphus nanniscus Péringuey, 1901
- Sisyphus neglectus Gory, 1833
- Sisyphus neobornemisszanus Daniel & Davis, 2016
- Sisyphus nodifer Gerstaecker, 1871
- Sisyphus ocellatus Reiche, 1847
- Sisyphus ongo Montreuil, 2017
- Sisyphus oralensis Daniel & Davis, 2016
- Sisyphus perissinottoi Montreuil, 2015
- Sisyphus popovi Kryzhanovskii & Medvedev, 1966
- Sisyphus schaefferi (Linnaeus, 1758)
- Sisyphus seminulum Gerstaecker, 1871
- Sisyphus sordidus Boheman, 1857
- Sisyphus splendidus Montreuil, 2015
- Sisyphus struwei Schafer & Fischer, 1992
- Sisyphus submonticolus Howden, 1965
- Sisyphus swazi Daniel & Davis, 2018
- Sisyphus thoracicus Sharp, 1875
- Sisyphus trichodichromicus Montreuil, 2015
- Sisyphus umbraphilus Daniel & Davis, 2016
- Sisyphus usambaricus Montreuil, 2015
- Sisyphus Walteri Montreuil, 2016
- Sisyphus werneri Montreuil, 2017